# ミラベルと魔法だらけの家
『ミラベルと魔法だらけの家』（ミラベルとまほうだらけのいえ、原題: Encanto）は、2021年のアメリカ合衆国のコンピュータアニメーション・ファンタジー・ミュージカル・コメディ映画である。ウォルト・ディズニー・ピクチャーズおよびウォルト・ディズニー・アニメーション・スタジオが制作した。同時上映は『ツリーから離れて』。
本作は、ウォルト・ディズニー・アニメーション・スタジオが制作した長編映画としては、同年公開の『ラーヤと龍の王国』に続く作品であり、1937年公開の『白雪姫』から数えて60作目となる。また、2017年公開の『モアナと伝説の海』以来、4年ぶりとなるオリジナル・ミュージカル映画でもある。

## ストーリー
南米コロンビアの奥地にある「エンカント」と呼ばれる土地には、魔法の力を宿し、意思を持った家「カシータ」が建っている。この家に住むマドリガル一族は「魔法のギフト」を持つ家系で、それぞれ個室を持ちながら暮らしていた。
ミラベル・マドリガルが5歳の頃、一家の長である祖母アルマ（アブエラ）は、自身が若い頃に起きたマドリガル家の伝説を語った。若き日のアルマは夫ペドロと3つ子の子どもたちと平和に暮らしていたが、故郷で迫害を受け、追っ手に追われる中でペドロは家族を守るために犠牲となった。その時、ペドロが掲げていたロウソクに魔法の力が宿り、地面から山々がせり上がり、アルマたちを追っ手から守る谷を形成した。この奇跡によりアルマと仲間たちはエンカントで新たな暮らしを始め、やがてアルマの3つ子、ブルーノ、フリエッタ、ペパが5歳を迎え、それぞれ魔法のギフトを授かった。ブルーノは「未来を見る魔法」、フリエッタは「食事で人を癒す魔法」、ペパは「感情で天気を操る魔法」を得た。その後、マドリガル家はその力をエンカントの人々のために使ってきた。
時が経ち、フリエッタの娘ミラベルが5歳を迎えたが、魔法のギフトを授かることができなかった。ミラベルはそのことで負い目を感じながらも、いつか魔法を授かることを期待して暮らしていた。一方、ミラベルの姉たちやいとこたちはそれぞれの魔法を持ち、長姉イサベラは「花を咲かせる魔法」、次姉ルイーサは「怪力の魔法」、いとこのドロレスは「聴力の魔法」、カミロは「変身の魔法」を持っていた。しかし、叔父のブルーノは行方をくらませており、ミラベルは家族の中で唯一、魔法を授かれなかった存在として日々を過ごしていた。
アントニオの5歳の誕生日に行われた儀式で、彼は「動物と会話する魔法」を授かった。しかしその夜、ミラベルはロウソクの火が消えかけ、カシータが崩れかけているのを目撃した。一族にその危機を伝えようとしたが、誰も彼女の話を信じようとはしなかった。
翌日、ミラベルはブルーノの部屋から手がかりを探し、彼の予言の欠片を集めた結果、自分が家の危機と関係している可能性を知る。その後、家族やブルーノとの交流を経て、ミラベルは自分が一家の中で特別な存在である理由を模索する。カシータの崩壊を防ぐため、ミラベルは姉イサベラとの和解を果たし、家族の絆を再確認する。しかし、アルマとの対立やカシータの完全な崩壊を経験したことで、ミラベルは家族やエンカントの人々と協力して新しい家を建て直すことを決意する。
最終的に、ミラベルは新しいカシータのドアノブを取り付け、家と家族に再び魔法が戻った。一族全員で記念写真を撮り、物語は幕を閉じる。

## キャスト

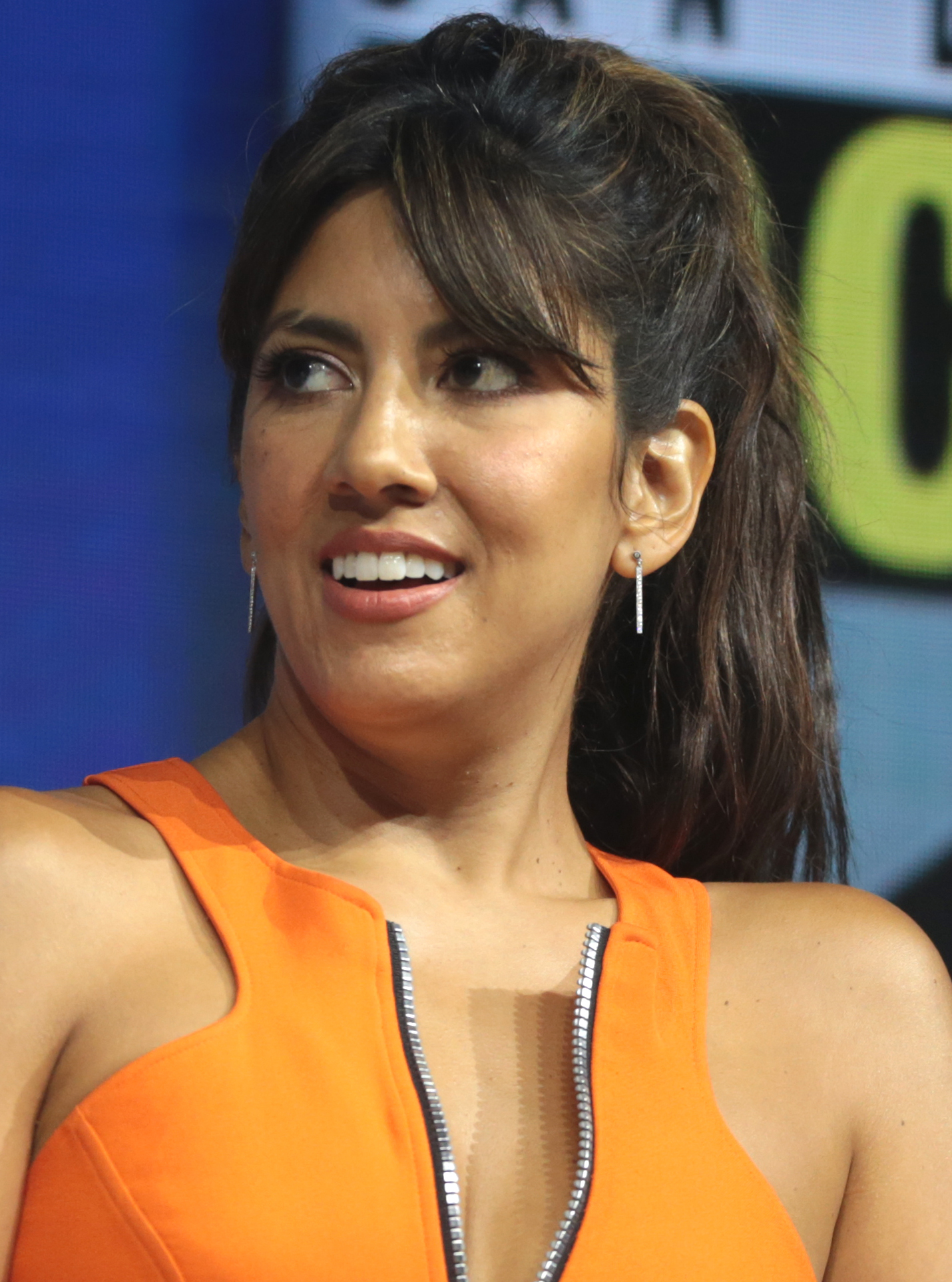
ミラベルの声を担当したステファニー・ベアトリス

- ミラベル・マドリガル：ステファニー・ベアトリス（英語版）（斎藤瑠希[8]）- 本作の主人公であり、15歳の少女。5歳の時に行われた儀式で魔法のギフトを授からなかったため、マドリガル家の中で唯一魔法を使うことができない。一族の中でただひとり、特別な個室ではなく普通の部屋で暮らしており、そのことを気にしながら日々を過ごしている。
  - 5歳のミラベル・マドリガルは、ノエミ・ジョセフィーナ・フローレス（中村優月）が担当した。
- アブエラ・アルマ・マドリガル：マリア・セシリア・ボテロ（英語版）（中尾ミエ[9]）- ミラベルの祖母であり、一家の大黒柱的存在。75歳。かつて夫ペドロと3人の子どもたちと共に幸せに暮らしていたが、迫害を受けて家と夫を失った過去を持つ[10]。本作において、ディズニー・ヴィランズに相当する役割を担っているが、その行動は家族と家を守るという使命感に基づくものであり、悪意からではない。
  - アルマの歌は、オルガ・メレディスが担当した[11]。
- ブルーノ・マドリガル：ジョン・レグイザモ（中井和哉[9]）- ミラベルの叔父で、アルマとペドロの三つ子のうちの長男。50歳。未来を見る魔法を持つ[12]。
- フェリックス・マドリガル：マウロ・カスティージョ（英語版）（勝矢[9]）- ペパの夫で、ミラベルの叔父。50歳。マドリガル家に婿養子として迎えられた、魔法を持たない普通の人間である[10]。
- ルイーサ・マドリガル：ジェシカ・ダロウ（英語版）（ゆめっち（3時のヒロイン）[13]）- マドリガル家の次女であり、ミラベルの次姉。19歳。大柄な体格を持ち、怪力の魔法を使うことができる。ストレスを感じるとまぶたがけいれんする癖がある[14]。
- フリエッタ・マドリガル：アンジー・セペダ（英語版）（冬馬由美[9]）- ミラベルの母で、アグスティンの妻。50歳。料理を通じて人を癒す魔法を持つ[10]。
- ペパ・マドリガル：カロリーナ・ガイタン（英語版）（藤田朋子[9]）- ミラベルの叔母で、フェリックスの妻。50歳。感情に影響されやすい天気を操る魔法を持ち、気分によって頭上に雨雲や雷が現れることがある[10]。
- イサベラ・マドリガル：ダイアン・ゲレロ（英語版）（平野綾[13]）- マドリガル家の長女で、ミラベルの長姉。22歳。花を咲かせる魔法を持ち、その力によって自室はさまざまな草花で彩られている。
- アグスティン・マドリガル：ウィルマー・バルデラマ（関智一[9]）- ミラベルの父で、フリエッタの夫。50歳。マドリガル家に婿養子として迎えられた魔法を持たない普通の人間。よく蜂に刺され、手や顔を腫らすことがある。
- カミロ・マドリガル：レンジー・フェリズ（英語版）（畠中祐[9]）- フェリックスとペパの息子で、ミラベルのいとこ。15歳。姿を変える魔法を持ち、陽気な性格で、誰かに成りすましてイタズラをすることが多い。
- アントニオ・マドリガル：ラヴィ・キャボット＝コニャーズ（木村新汰[9]）- フェリックスとペパの息子で、ミラベルのいとこ。5歳。作中で動物と話をする魔法のギフトを授かる。従兄弟姉妹の中で末っ子にあたる。自室は熱帯雨林のようになっており、多種多様な動物が住んでいる。服装は、序盤では赤い文字で「A」のイニシャルが大きく書かれたTシャツを着ており、終盤では緑の文字で「M」のイニシャルが大きく書かれたTシャツを着ている。
- ドロレス・マドリガル：アダッサ（英語版）（大平あひる[9]）- フェリックスとペパの娘で、ミラベルのいとこ。カミロとアントニオの姉であり、21歳。従兄弟姉妹の中で最年長。聴力の魔法を持ち、遠くの音や小さな声も聞き取ることができる。
- マリアーノ・グスマン：マルーマ（武内駿輔[9]）- イサベラの婚約者で、マドリガル家の隣人[15]。
- セニョーラ・グスマン：ローズ・ポーティロ（宮沢きよこ）- マリアーノの母で、マドリガル家の隣人。
- オスバルド：フアン・カスターノ（菊池康弘）- ブルーノが予言した、腹が出たロバの配達人。
- セニョーラ・オズマ：サラ＝ニコール・ロブレス（木村涼香）- ルイーサに川の流れを変えるよう依頼した町人。
- アルトゥーロ：エクトル・エリアス（小林操）- 消えゆく魔法に不安を感じ、アルマに質問を投げかけた町人。
- ピコ：アラン・テュディック - ブッシュが「無知」と表現したオオハシ。
- ティプレ奏者：ホルヘ E. ルイズ・カノ（相馬康一）
- 町の子供たち：アリッサ・ベラ・カンディアーニ、ノエミ・ジョセフィーナ・フローレス、ペイズリー・デイ・エレーラ、ブルックリン・スカイラー・ロドリゲス、エズラ・ルドゥルフ（野地祐翔、石内美羽、鈴木聖月、及川綾）

その他の日本語吹き替えには、堀総士郎、ケンコー、江頭宏哉、新井笙子、藤井雄太、縞典花、稲熊美緒、内田ゆう、大木理紗、久保田陽子、鈴木佐江子、安西康高、岡崎昌幸、風雅なおと、渕上祥人、中村茉稟、黒川明美、平賀晴、ナオト･インティライミが参加している。

## 制作

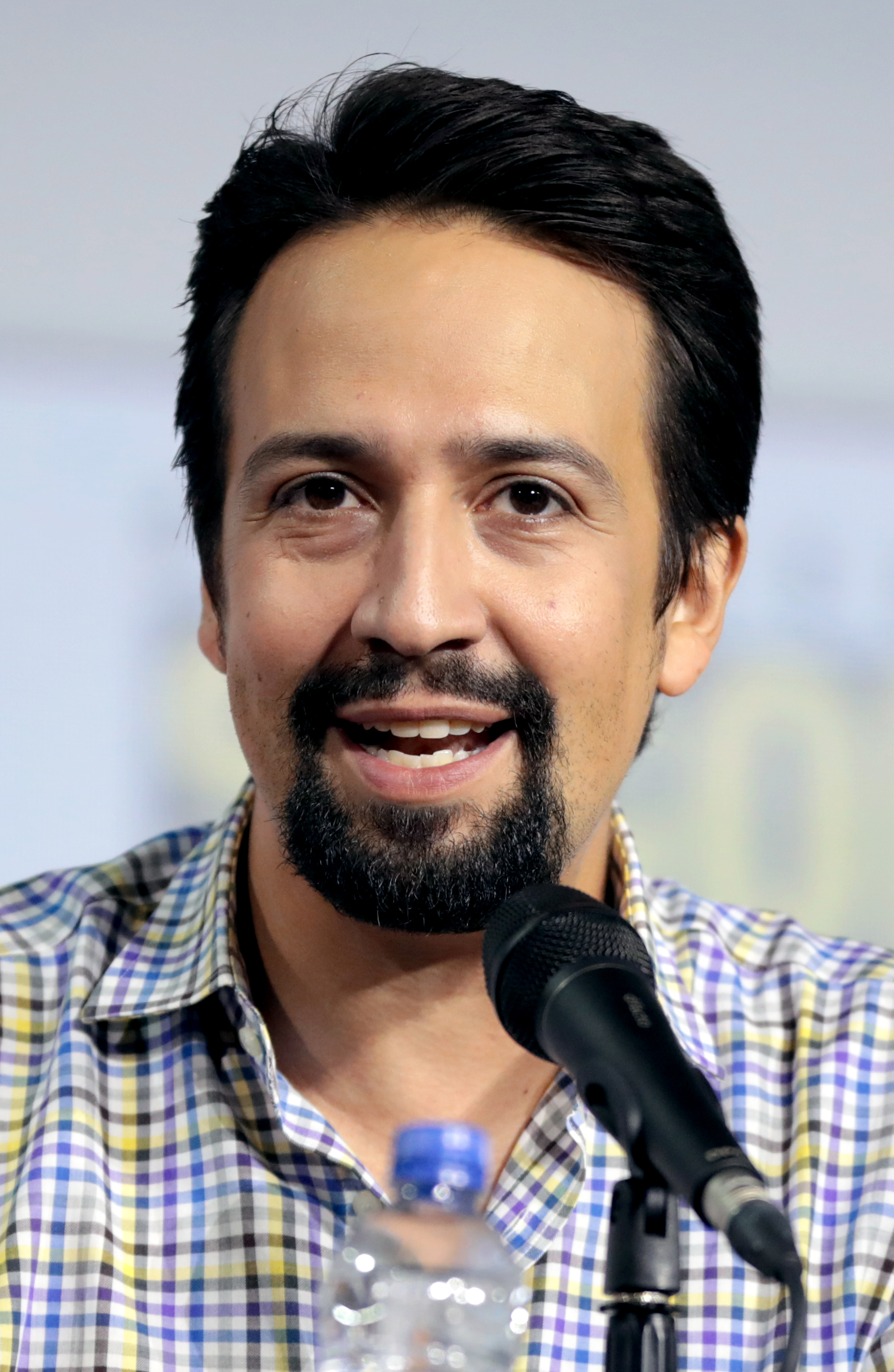
本作の原案を担当したリン＝マニュエル・ミランダ（2019年）

### 企画
2016年11月、『モアナと伝説の海』の告知の際、リン＝マニュエル・ミランダは、当時ディズニー・アニメーションのチーフ・クリエイティブ・オフィサーだったジョン・ラセターが自身とバイロン・ハワードに提示したプロジェクトについて、初期段階の作業が進行していることを明かした。ハワードとジャレド・ブッシュは『ズートピア』の製作を終えた後、次のプロジェクトをミュージカル映画にすることを希望し、ミランダの参加後にラテンアメリカを題材としたミュージカル映画へと発展したと語った。また、当初は「2人の人物が世界に出て互いを知る」というバディムービーを検討していたが、「まったく新しい方向性」に挑戦することを決めた。3人は大家族に関する共通の経験を基に議論を進め、12人の主人公が登場する大家族を描いたミュージカル映画を作ることを決定した。
制作期間中の5年間、ハワードとブッシュは「他の家族をどう見ているか、自分がどう見られているか」という視点をテーマの核に据えた。企画はホワイトボードにアイデアを出すことから始まり、早い段階で「1. 家族から本当に見られているとは思っていない、2. 家族に見せていない重荷を抱えている、3. 家族全員が実は同じように感じていることに気づいていない」という「家族に関する3つの発見」を導き出した。また、ミランダはラテン音楽の「生き生きとした幅広いスペクトル」が家族の複雑な関係性を表現するのに最適だと提案した。
制作初期には、多くのセラピストや心理学者と対談し、家族内での役割や認識について議論した。さらに、ディズニー・アニメーションの関係者や自身の家族とも対話を重ねた。ハワードとブッシュは、以前に『ズートピア』のメイキング・ドキュメンタリーを共同製作したホアン・レンドンとナタリー・オスマと共にラテン文化について議論を深めた。偶然にもレンドンとオスマはコロンビア出身であり、彼らの個人的な経験を基にした議論がきっかけで、作品の舞台をコロンビアに設定することが決まった。その後、ディズニーは「コロンビア文化トラスト」という文化専門家グループを結成し、レンドンとオスマはその最初のメンバーとなった。
2018年、レンドンとオスマはハワード、ブッシュ、ミランダと共にコロンビアへの調査旅行に同行した。2週間の滞在中、建築家、シェフ、職人たちと交流し、コロンビア文化に触れた。また、ガブリエル・ガルシア＝マルケス財団を訪問し、ボゴタやカルタヘナといった大都市だけでなく、サレントやバリチャラといった小さな町からもインスピレーションを得た。ブッシュは、コロンビアの山がちな地形が町を孤立させ、それぞれの町に独自の個性を与えていると述べた。
ディズニーファンクラブの『Disney twenty-three』によれば、マドリガル家の住む家を「人里離れた『エンカント』、すなわち精神的に恵まれた場所、魔法と現実が交差する空間」に設定する上で、この地形の隔離性が重要だったという。また、コロンビアの観光ガイドであるアレハンドラ・エスピノサ・ウリベの協力を得て、同国の文化に対する理解を深めた。ウリベは、主人公ミラベルの黒髪の巻き毛、大きな眼鏡、仕草などにインスピレーションを与えた。さらに、ミラベルのスカートはコロンビアのベレスで織られる伝統的なスカートを基にデザインされた。
本作の時代設定は20世紀初頭のコロンビアにインスピレーションを得たが、意図的に曖昧にされている。1950年代の設定も検討されたが、最終的には1900年代初頭に移行し、「コロンビアの民俗的な美学」を取り入れた。20世紀初頭、コロンビアは千日戦争に直面しており、村人が生き延びるために故郷を離れる状況が、本作に描かれた逃亡の物語に影響を与えている。

### 制作
家族全員の成長、複数の楽曲、マジックリアリズムの深い伝統を持つ豊かな文化的背景を設定に取り入れたことで、本作のストーリーが徐々に複雑化していく中、ハワードとブッシュは、2人目の脚本家が必要であると判断した。そこで選ばれたのが、マジックリアリズムに精通し、「現実世界の家族の力学」を描いた経験を持つシャリーズ・カストロ・スミスだった。ブッシュは、カストロ・スミスを「心の拠り所となる存在であり、作品に脆弱性や信頼性をもたらす天の恵み」と称えた。彼女はミラベルというキャラクターを、個性的で不完全ながらも完全に人間的な存在として創り上げ、多くのラテンアメリカ人の人生に共鳴すると同時に、世界中の観客にも親しみを感じてもらえるキャラクターに仕上げた。
リン＝マニュエル・ミランダは『モアナと伝説の海』の製作中、主人公モアナに本来8人の兄弟がいたが、プロットを簡略化するために削除された経験をしていた。そのため、ミランダはディズニー・アニメーションが本作で12人のメインキャラクターを設けることに抵抗する可能性を予想していた。この懸念に対処するため、ミランダは本作のオープニングナンバー「ふしぎなマドリガル家」を書き、大家族とその内部のダイナミクスを観客に効率よく紹介できることを証明した。90分という上映時間内でマドリガル家にリアリティや感情的な深みを与え、それぞれのキャラクターに物語のアークを持たせることは大きな挑戦だった。
スタッフは、一目でわかる家族の原型を基にキャラクターを設計しつつ、家族というものが単なる「仮面」以上に複雑なものであることを描こうとした。マドリガル家のキャラクターには、それぞれの魔法のギフトが個性や感情に基づいて設定された。例えば、イサベラは「金の子」、ルイーザは「岩」をモチーフとしており、ブッシュはこのアプローチがギフトを単なる装飾的なものではなく、キャラクターの内面を表すものとして機能させたと説明している。
本作では、他のディズニー・アニメーション作品と同様に、さまざまなストーリー案が検討され、多くのアイデアが破棄された。たとえば、現代の若い女性が魔法のドアを通じて異世界に飛ばされる設定や、アグスティンがエンカントを発見した家長で自らカシータを建設した設定、1950年代を舞台にしたモダンなデザインやアルマの故郷への旅などが考案されていた。他にも、カシータがアルマ個人の拡張として描かれる案や、100年にわたる複数世代の物語、ミラベルが魔法の才能を必死に見つけようとする設定、ルイーザの部屋に秘密の出口がある設定、イサベラに「ブボ」という求婚者がいる案なども検討されたが採用されなかった。
公開後、ブッシュはTwitterで、議論されたものの採用されなかったストーリー案について明らかにした。その中には「アルマがペドロの死の瞬間に川で三つ子を出産する」「イサベラとミラベルが敵対して殴り合う」といった案も含まれていた。ハワードによると、数年をかけてストーリーが進化する中で、作品全体の核となるのは常にミラベルとアルマの関係だったという。

### キャスティング
ディズニーは、本作のキャストとしてコロンビアの血を引く俳優たちを起用した。ミラベル役には父親がコロンビア人のステファニー・ベアトリスが選ばれたほか、ボゴタ生まれのジョン・レグイザモや、母親の故郷であるコロンビアで幼少期を過ごしたウィルマー・バルデラマもキャスティングされた。
マドリガル家がコロンビア人であることや、ミラベルが動物の相棒を持たないことから、ディズニーの「お守り」とも言われるアラン・テュディックには一見適した役がなかった。しかし、彼はオオハシのピコ役でカメオ出演を果たした。初めてレコーディングスタジオに来た際、テュディックはピコのスクラッチボーカルが実はオオハシではなくオウムを元にしていることをスタッフに指摘した。そして、何時間もかけて様々なオオハシの鳴き声を真似た。録音中、チームが英語で話しかけると、テュディックはオオハシの鳴き声で応答するなど、徹底して役作りに取り組んだ。

### デザイン
本作は、レナト・ドス・アンジョスとキラ・レイトマキにとって「最も難しい作品」だったという。従来のアニメーション映画では数人のキャラクターを中心に描くことが多いが、本作では12人のキャラクターをそれぞれ丁寧に成長させる必要があったためだ。その結果、キャラクターデザインにはこれまでのディズニー・アニメーションにはない複雑さが求められた。
ジャーナリストのエドナ・リリアナ・ヴァレンシア・ムリージョはアフロカリビアンのコンサルタントとして参加し、フェリックス、ドロレス、アントニオのデザインに大きく貢献した。ハワードによれば、アフロ・ラテンのヘアスタイルは作品に欠かせない要素だったという。衣装デザインを担当したネイサとアソシエイト・プロダクションデザイナーのロレー・ボヴェは、コロンビアの多様なコミュニティを正確に表現することを目指した。ネイサは、人類学者や植物学者など、コロンビアの専門家たちにアドバイスを依頼した。
衣装は全体的にコロンビアの伝統に根ざしたデザインで、刺繍や質感、動きを重視し、手作り感を大切にしている。イサベラ以外のキャラクターの衣装はアシンメトリーで、クロロプレンゴムのような現代的な生地ではなく、ゆったりとしたデザインが特徴だ。また、衣装の色やデザインでキャラクターの個性や家族の絆を表現している。たとえば、ペパとフェリックスの家族は暖色系（オレンジ、黄色、赤）の服を着ており、これはフェリックスのカリブ海の祖先へのオマージュとなっている。一方で、ジュリエッタとアグスティン側の家族は、青、紫、緑などの涼しげな色調を基調としている。アルマの衣装は紫、黒、茶などのダークな色合いで構成されている。
キャラクターの衣装には、それぞれの才能を象徴するシンボルも取り入れられている。たとえば、ルイサのスカートにはバーベル、ペパのピアスには太陽がデザインされている。ミラベルは魔法の才能がないため、スカートには自分自身の顔や名前だけでなく、家族の才能を示すマークが刺繍されている。
エンカントの住人たちはニュートラルなトーンの服を着ており、メインキャラクターの鮮やかな衣装と対照的に描かれている。このため、メインキャスト以上に住人たちのデザインには苦労したと、ビジュアル開発担当のジン・キムは語った。村人たちの服はシンプルなシルエットで表現され、コロンビアのコーヒー産地の住民に似せてデザインされている。

### アニメーション
アニメーターたちは、ミラベルを従来のディズニーのヒロインとは異なるキャラクターとして描くよう監督から指示を受けた。彼女は有能でありながら不完全で、単に不器用なだけのキャラクターにはならないよう求められた。また、カシータはコロンビアの伝統的な家屋に加え、『ビートルジュース』など、家が生き生きと動く映画からもインスピレーションを受けている。
制作チームの調査により、音楽、ダンス、リズムがコロンビアの日常生活に欠かせない要素であることが判明した。その結果、本作ではディズニー・アニメーション作品として初めて、振付師が製作の最初から最後まで関与し、キャラクターやストーリー、楽曲と密接に連携して振り付けが行われた。従来の作品では、振付師は特定のシーンに必要なタイミングで招かれていたが、本作では初期段階からの参加が特徴的である。
振付師にはアフリカ系アメリカ人のジャマール・シムズが起用され、彼はすぐにコロンビア系アメリカ人のダンサー、カイ・マルティネスをアニメーション・リファレンス・コンサルタントとして推挙した。マルティネスとダンサーチームは、各シーンの振り付け参考映像を提供し、それを基にアニメーターがアニメーションを製作、フィードバックを繰り返して仕上げていった。キャラクターごとに異なるダンススタイルも確立され、ルイサはレゲトン、ミラベルはカリ、イサベラはサルサを基調としている。
イサベラが咲かせる植物やアニメーション製作には、コロンビアの植物学者フェリペ・サパタが協力した。彼の助言により、ジャカランダやイチジクの川、スズランの滝などのリアルで象徴的な植物が選ばれた。背景にはケロクシロン・クインディウエンセ、セクロピアの木、コーヒーノキなども登場し、細部まで正確に描かれている。
本作には800人以上のスタッフが関わり、そのうち108人がアニメーターだった。制作チームは2020年3月にコロンビアへの2回目の調査旅行を計画していたが、新型コロナウイルス感染症の影響で中止となった。代わりに、コロンビア文化トラストとのテレワークが行われ、観光ガイドのアレハンドラ・エスピノサ・ウリベが携帯電話を用いてバーチャルツアーを提供するなど、新たな形でコロンビア文化の知識を共有した。また、ダイアン・ゲレロはコロンビアの親族が撮影した料理の写真をデザイナーに送るなどの貢献を行った。
2020年6月22日、リン＝マニュエル・ミランダは『グッド・モーニング・アメリカ』で、本作の製作が進行中であることを発表。監督はバイロン・ハワードとジャレド・ブッシュ、共同監督はシャリーズ・カストロ・スミスが務めることが明らかになった。同年6月18日には仮題『Encanto』として発表され、魔法を扱う家族とその少女を描いた物語であることが説明された。2020年12月10日、ディズニー・インベスター・デイのイベントで本プロジェクトが正式発表され、クリップが上映され、2021年秋に公開されることが告知された。
脚本は2021年8月に完成し、その翌月に製作が終了した。新型コロナウイルス感染症の影響で、スタッフは1年以上遠隔地で共同作業を続け、最終版が完成するまで直接会うことがなかったという。

### シネマトグラフィー
本作では、『塔の上のラプンツェル』以来となるトールフレーム（縦長フレーム）が採用された。この選択は、「キャラクターにより近づく」演出を可能にするために決定された。また、このレイアウトにはロマンティックな照明効果が加えられている。ハワード監督によると、撮影と照明のアプローチにおいて「ロマンティック（精神の高揚を意味する）」というキーワードが重要であり、脚本やキャラクターがマジックリアリズムの影響を受けていることから、照明もその影響を反映したものになっている。
監督たちは、光学的な演出を通じてキャラクターの強い感情を表現することを目指した。撮影および照明ディレクターのアレッサンドロ・ジャコミニとダニエル・ライスは、このアプローチについて「知覚を増幅、誇張、歪曲させる効果があり、語り手であるミラベルの視点に非常に合致している」と述べた。たとえば、「仲間はずれにされた」というミラベルの感情は、エモーショナルな照明を通じて視覚的に表現されている。
また、監督たちは、個々のシーンの技術的な複雑さだけでなく、それぞれが持つ感情的なサブテキストをスタッフに常に意識させた。このサブテキストは、ワーナー、ジャコミニ、ライスによって、劇中曲「増していくプレッシャー」のような凝ったシークエンスで応用されている。

### 音楽
2020年6月、リン＝マニュエル・ミランダは本作の楽曲制作を開始したことを公表し、スペイン語と英語で計8曲のオリジナル曲が作られることが決定した。プレミア上映後、ミランダは本作のために初期段階から楽曲を書き始めていたことを明かした。2021年9月8日、『リメンバー・ミー』で楽曲を共同作曲したジェルメーヌ・フランコが、本作のスコアを担当することとなった。
2021年11月19日に発売された本作のサウンドトラックは、映画と同様に商業的な大成功を収めた。全米ビルボード200で1位を獲得し、ディズニー・サウンドトラックとしては『アナと雪の女王2』以来の快挙となった。楽曲『秘密のブルーノ』は数々の記録を更新し、ディズニー史上最も成功した楽曲の一つとなった。この曲は、アメリカのBillboard Hot 100と全英シングルチャートでそれぞれ首位を獲得し、ディズニー作品としては21世紀初のHot 100でのナンバーワン曲、全英シングルチャートでは史上初のナンバーワン曲となった。本作はナンバーワン曲とナンバーワンアルバムを同時に生み出した初のディズニー映画となった。

### トリビア
劇中歌「All Of You」（奇跡はここに）には、『アナと雪の女王』の楽曲「レット・イット・ゴー」のイントロのメロディと「Let it go」という歌詞が引用されており、エンドクレジットにもその記載がある。
ミラベルは眼鏡をかけているが、これはディズニー・アニメーション作品のヒロインとして初めてのこととなる。この眼鏡について、監督のあるバイロン・ハワードとジャレド・ブッシュは、「家族内における視点」というテーマと深く結びついていると説明している。また、ミラベルというキャラクターの本質を象徴しており、名前の「ミラ」はスペイン語で「見る」を意味することから由来している。

## 封切り

### マーケティング
2020年12月10日、ディズニーのインベスター・デイで本作のファーストルックが公開された。2021年7月8日には予告編が公開され、ルイーサの筋肉質な体格がネットユーザーの間で話題となり、「バフ・レディ」と称賛された。さらに、2021年9月29日には公式の予告編が公開された。
公開初週末、ディズニーは本作のプロモーションに1,400万ドルをテレビ広告に費やし、12億6,000万回のインプレッションを記録した。しかし、『Deadline Hollywood』は、このマーケティングが他のディズニー作品との差別化に失敗し、観客に『リメンバー・ミー』と似た作品であるという印象を与えてしまったと指摘した。
『/Film』はディズニーのマーチャンダイジングについて批判的な意見を述べた。グッズの多くはミラベルやイサベラを中心にデザインされており、他の家族メンバーをフィーチャーした商品は家族全員が描かれた高価なものに限られていた。同サイトは、イサベラが「完璧で美しい姉妹」と見なされている点が、美が若い女性にとって最も効果的なマーケティング戦術であるという考えを助長していると指摘した。

### 劇場公開
ディズニーは2021年11月3日、ロサンゼルスのエル・キャピタン劇場で本作のワールドプレミアを開催した。その後、11月23日にコロンビアのボゴタにあるテアトロ・コロンでコロンビア・プレミアを行った。本作は11月24日にアメリカで劇場公開され、新型コロナウイルス感染症の世界的流行に対応する形で、30日間の独占劇場公開の後、12月24日にDisney+で配信が開始された。また、短編映画『ツリーから離れて』が同時上映された。
2022年1月7日には中国でも公開され、2月16日にはDisney+でのヒットやアカデミー賞ノミネートを受けて、映画館で再公開された。

### ホームメディア
本作は2021年12月24日にDisney+で配信が開始され、2022年2月8日にウォルト・ディズニー・スタジオ・ホーム・エンターテイメントからDVD-Video、Blu-ray Disc、Ultra HD Blu-rayが発売された。ボーナス映像には「Let’s Talk About Bruno」「Our Casita」「Journey to Colombia」「Familia Lo Es Todo」「A Journey Through Music」などの特典映像や歌唱版が収録されている。また、短編映画『ツリーから離れて』も同時にストリーミング配信などで公開された。
Disney+での配信開始後、本作はニールセンの週間ストリーミングチャートで常に上位を占め、最近では総視聴時間が12億2,400万分に達している。推計によれば、2022年に最も視聴された作品となり、年間視聴時間は274億分、完全上映回数は約2億6,900万回にのぼった。これは年末の2位作品『私ときどきレッサーパンダ』の視聴時間（114.3億分）の2倍以上である。

## 作品の評価

### 興行成績
本作の興行収入は、アメリカとカナダで9,610万ドル、その他の地域で1億6,040万ドル、全世界合計で2億5,650万ドルを記録した。『SING/シング: ネクストステージ』に抜かれるまでは、2021年のアニメ映画として最高の興行収入を記録していた。制作費、マーケティング費用、映画館の収益分配を考慮すると、収支を合わせるには全世界で少なくとも3億ドルの興行収入が必要と推定されている。しかし、2021年末のDisney+での配信や、同時期の新型コロナウイルス感染症の流行により、映画は広範な商業的成功を収めた。
アメリカとカナダでは、『ハウス・オブ・グッチ』『バイオハザード: ウェルカム・トゥ・ラクーンシティ』と同時公開され、公開初週末の興行収入は3,980館で3,500万～4,000万ドルと予測された。2021年11月24日、感謝祭の前日に公開され、火曜夜の試写で150万ドルを記録し、初日には750万ドルの収益を上げた。公開から最初の5日間で4,060万ドルを記録した。鑑賞者のうち、52％がラテン系・ヒスパニック系、51％がファミリー層、62％が女性だった。この5日間の収益は、2015年のピクサー作品『アーロと少年』（5,540万ドル）を下回ったが、新型コロナウイルス流行下ではアニメ映画として最高のオープニング週末成績となった。
2週目の週末成績は1,310万ドルで、『アーロと少年』（1,530万ドル）や『塔の上のラプンツェル』（2,160万ドル）には及ばなかったものの、『プリンセスと魔法のキス』（1,210万ドル）を上回った。3週目と4週目の週末では、それぞれ1,000万ドルと650万ドルを記録し、2位を獲得した。5週目の週末には180万ドルを記録し、9位に下落。6週目の週末は108万ドルで10位、7週目には61万ドルで11位となり、興行成績トップ10から脱落した。
アメリカとカナダ以外では、オープニング週末に47の市場で2,930万ドルを記録。最初の5日間の上位市場は、フランス（350万ドル）、コロンビア（260万ドル）、イギリス（240万ドル）、韓国（220万ドル）、イタリア（210万ドル）だった。2週目の週末に2,070万ドル、3週目に1,360万ドルを記録した。4週目の週末には、コロンビアでアニメ映画として歴代2位の興行収入を記録。5週目の週末にはアメリカとカナダ以外で累計興行収入が1億ドルを超えた。その後、6週目に350万ドル、7週目に580万ドル、8週目に360万ドルを記録した。2022年1月9日現在、最大の市場はフランス（1,850万ドル）、コロンビア（1,020万ドル）、イギリス（880万ドル）、スペイン（730万ドル）、日本（660万ドル）である。

### 映画批評家によるレビュー
本作は批評家から高い評価を受けた。ニュースチャンネル『CNBC』は、批評家たちが本作をウォルト・ディズニー・アニメーションの最高傑作のひとつとみなしていると報じた。レビュー収集サイト『Rotten Tomatoes』では、200人の批評家のうち91%が肯定的な評価を下し、平均評価は7.5/10となっている。同サイトのコンセンサスでは、「設定と文化的視点はディズニーにとって新しいものだが、最終的な結果は同じで、家族全員で楽しめる魅惑的で美しいアニメーションである」と評されている。
また、加重平均を採用している『Metacritic』では、41人の批評家による評価で100点満点中75点を獲得し、概ね好評とされた。観客の評価も高く、『CinemaScore』ではA+からFまでの評価で平均「A」を獲得し、『ポストトラック』では88%が好意的な評価を与え、70%が「ぜひ勧めたい」と回答した。

#### アニメーションと音楽
本作のアニメーションは多くの批評家から「美しい」と高く評価され、賞賛の声が寄せられた。『RogerEbert.com』のモニカ・カスティーヨは、「ミュージカルシーンやキャラクターの部屋において、これまでのディズニー映画よりも芸術的で抽象的なアニメーションが展開されている」と述べた。『グッド・モーニング・アメリカ』のピーター・トラバースは「映像は奇跡的だ」と絶賛し、『ファーストポスト』のシュリーマイーダスは「呪術的な複雑さを持つアニメーション」と評した。『バラエティ』のオーウェン・グライバーマンは、「渦巻く花びらや目を奪うようなパステル調の色彩など、生き生きとした自然主義の輝きが映像化されており、瞬間的にはサイケデリックな美しさを見せる」と評価した。
さらに、『ハリウッド・リポーター』のデビッド・ルーニーは、本作の色彩、衣装、自然環境、そしてカシータのデザインを特に称賛した。『インディワイア』のクリステン・ロペスも映像の美しさと生命力を絶賛し、『IGN』のアンドレア・タワーズはアニメーションの美しさを強調した。『デイリー・テレグラフ』のロビー・コリンは「本作のアニメーションは、技術的に優れた効果と、特にミュージカルナンバーで見せる創造的な空想の飛躍が、あらゆる意味でまばゆいばかり」と驚嘆している。
一方、音楽についても多くの批評家から「魔法にかかったようだ」と評価された。『エンパイア』のベン・トラヴィスは、リン＝マニュエル・ミランダのメロディと歌詞の豊かな才能を再び示すものだと絶賛。『シカゴ・サンタイムズ』のリチャード・ローパーと『デイリー・ヘラルド』のダン・ガイアーはそれぞれ、「感染力が強く、記憶に残る」「感情が凝縮され、言葉も軽快」と評価した。『デトロイト・ニュース』のアダム・グラハムは「本作をさらなる高みに引き上げる」とコメントし、『アリゾナ・リパブリック』のビル・グッディクーンツも「本作のピーク」と述べた。『CNN』のブライアン・ローリーも同様の見解を示した。
しかし、一部の批評家からは批判的な意見も見られた。『ナショナル・レビュー』のカイル・スミスは「どぎつい凡庸さ」と評し、『エンターテインメント・ウィークリー』のクリスチャン・ホルブは「さわやかで楽しい」としながらも「記憶には残らない」と指摘した。さらに、『ブリーディング・クール』のケイトリン・ブースは「特に特別なものではない」と述べ、むしろ曲がない方が作品にプラスになると考えた。

#### 表現と多様性
本作の表現力と多様性は、多くの批評家から特に高く評価された。『ガーディアン』に寄稿したシムラン・ハンスは、文化的にユニークな世代間のトラウマや変位への意識に驚きと興味を抱いたと述べた。『ニューヨーク・オブザーバー』のラファエル・マトマヨールは、文化的表現が表層的になりがちな点を批判しつつも、「本作がコロンビアの描写の細部にまで踏み込むと、刺激的でニュアンスに富み、複雑なマジックリアリズムの冒険となる」と評価し、本作がディズニーを「新しい時代」へと押し上げる作品であると述べた。
また、『インデペンデント』のクラリッサ・ラググレイは、本作の文化的特異性が単なる美的要素や言語的参照にとどまらず、マジックリアリズムや多様な肌の色の表現を巧みに取り入れている点を称賛した。『タイムアウト』のウィーラン・バーゼルは、本作を「ラテンアメリカの多様性に対する本物のラブレター」と総括している。

#### 家族の絆と感情の描写
本作は家族の絆を描いた点で評価されており、これが本作の大きな強みとなっている[。『スラントマガジン』のデレク・スミスは、「家族の価値という典型的なメッセージにとどまらず、どんなに素晴らしい家族でも、それを維持するためには多くの努力が必要であるという概念を成功裏に表現した」と評価した。『デントン・レコード・クロニクル』のプレストン・バーラは、「家族で見るべきイベント」として本作を推し、その要因として家族に関するメッセージ性を挙げた。また、『コリダー』のジャーナリスト、マット・ゴールドバーグは、「家族そのものが十分である」というメッセージを称賛した。
『Polygon』のペトラナ・ラドゥロヴィッチは、家族間の交流が非常にリアルに描かれており、魔法的な比喩によってそのリアルさがさらに強調されていると指摘した。さらに、多くの批評家が本作の感情の深さを高く評価している。『ジ・オンライン・AVクラブ』のキャロライン・シーデは、世代間のトラウマの描写を特に称賛した。『スクリーン・インターナショナル』の評論家ティム・グレイアソンは、監督たちが脚本の根底にある感情に集中したとき、本作は非常に感動的なものになると述べている。
『シネマブレンド』に寄稿したダーク・リッベーは、「どの観客も自分が最も共感できるキャラクターを見つけたら、やがて涙を流すだろう」と述べ、『ムービー・ウェブ』は、ミラベルの「受容」と「目的」の探求を取り上げ、「バケツの涙を流すことになるだろう」とコメントしている。

#### ストーリー
本作のストーリーに関しては、「ディズニーの定石」から逸脱しているという意見と、そうではないという意見が分かれた。『フォーブス』のスコット・メンデルソンは本作を「型破り」と評し、『ワールド』のコリン・ガルバリノは、プリンセスや明確な悪役がいないことや、コミュニティに焦点を当てている点を挙げて、ディズニーの定石から離れていると指摘した。『ヴァルチャー』のビルジ・エビリは、「小規模な物語」が本作の魅力の源であり、マドリガル家の内面的な旅がディズニーのスペクタクル的要素と組み合わさったことで予想外の効果を生んでいると評価した。
一方で、他のディズニー作品と似すぎているという批判もあった。『ピッツバーグ・マガジン』のショーン・コリアーは、本作を「ありきたりなディズニー映画」と感じ、『ガーディアン』のピーター・ブラッドショーは、隠喩を過剰に詰め込もうとしているとし、作為的であると評価した。また、『/Film』のジョシュ・スピーゲルは、これまでのディズニーやピクサー作品に見られる定型的な要素が多く含まれ、それらを目立たなくすることに失敗していると述べた。
一部の批評家は、本作が焦点を欠いていると感じている。『アイリッシュ・インディペンデント』のポール・ウィッティントンは、「目的が曖昧で、誰も長く満足させられない」と批判し、『マッシャブル』のアリス・フォーマンも、ミラベルの旅のいくつかの部分が恣意的であり、中盤が退屈だと指摘した。『グローブ・アンド・メール』のアパリタ・バンダリは、内的要因による葛藤や未解決の質問が混乱を招き、作品に没頭できなかったと述べた。『USAトゥデイ』のブライアン・トゥルーイットは、第3幕の焦点がぼやけている点に失望したと述べ、『ケンス』のデビッド・リンチは、ミラベルとアルマの関係が十分に描かれておらず、ストーリーが弱く感じられると批判した。
また、複数の批評家が、明確な悪役が登場しない点を本作の欠点として挙げている。

#### ランキング
『Metacritic』によると、本作は『CNN』や『デイリーニューズ』ではランク外だったものの、『ピッツバーグ・ポスト・ガゼット』では9位を含む5つの評論家トップ10リストに登場した。また、『ペースト』で10位、『Rotten Tomatoes』で6位、『スクリーン・ラント』ではランク外、『ムービー・ウェブ』で5位、『ヴァルチャー』でランク外、『コミック・ブック・リソーシズ』で6位と、2021年のアニメ映画ランキングに名を連ねている。
さらに、『バラエティ』『インディワイア』『ゴールド・ダービー』『エンターテインメント・ウィークリー』『ハリウッド・リポーター』『デン・オブ・ギーク』『ロサンゼルス・タイムズ』などのメディアは、本作をアカデミー賞アニメ映画賞の受賞候補として挙げており、その期待に応えて受賞を果たした。

### 影響と対応
『デンバーポスト』のジャーナリスト、ジョン・ウェンゼルは、本作を『ウエスト・サイド・ストーリー』や『愛すべき夫妻の秘密』など2021年の他の作品と並べ、「ラテン系の声がアメリカ映画界で注目を集め、テレビ、本、映画、ビデオゲーム、舞台、ニュースメディアに多様な文化を注入している」と評価した。『USAトゥデイ』に寄稿したパミラ・アビラは、本作がディズニー初のオールラテンアメリカンキャストによる長編映画であり、「ヒスパニック系家庭の年長者と若年層の間にある複雑な綱引き」を描いている点を強調した。公開後の観客の約25％はヒスパニック系の家庭で、40％が2歳から11歳の子どもたちだった。
『ビルボード』のライター、レイラ・コボは、シャキーラやJ・バルヴィンらコロンビア出身ミュージシャンの成功を背景に、本作が「コロンビアを音楽だけではなく、文化全体として世界に示した」と評価した。コロンビア文化を細部まで忠実に描いており、「アクセント、服装、食器、刺繍のドレス、食べ物、肌の色、動物、そして黄色い蝶々など、細部に至るまで丁寧に表現されている」と述べた。
『ポップシュガー』のヨハンナ・フェレイラは、本作とそのサウンドトラックの成功が「ラテン系の物語の語り方を変え、アニメ映画におけるこの種の表現の重要性を強調している」と指摘。本作が「ラテンアメリカ文化への敬意を称え、ラテンアメリカ人のコミュニティを実際に反映したストーリー」である点を評価した。
『ロサンゼルス・タイムズ』のミカエル・ウッドは、本作を「2022年最初の広範な文化現象」と述べ、『ファー・アウト』のタイラー・ポーゼンは、この現象を「エンカント・マニア」と呼んだ。本作をめぐるソーシャルメディアの動向では、「子どもが映画の登場人物に自分を重ね合わせる姿」を撮影した動画が注目を集めた。また、ルイーザの筋肉質な外見は、「ディズニーがこれまで描いてきた女性像と異なる」として評価された。2022年1月23日現在、TikTokで「#encanto」のハッシュタグが付けられた動画は115億回以上再生されており、「We Don't Talk About Bruno」をベースにしたパロディミームも流行している。
本作の登場人物とその関係性は、精神衛生の専門家の間でも話題になった。多くの専門家は、クライアント、特に移民一世の子どもたちが本作に「自分自身を映し出し、言葉では伝えられない感情を表現するために利用している」と報告した。ミラベル、イサベラ、ルイーサ、アルマ、ブルーノが特に共感を集め、ブルーノはニューロダイバーシティ（神経多様性）の象徴として語られた。心理療法士のカデシャ・アデラクンは、『CNN』の取材に対し、本作は「多層的であり、現実の家族が直面する問題を反映している」と述べた。

### 受賞歴
本作は、第94回アカデミー賞で作曲賞と歌曲賞にノミネートされ、アニメ映画賞を受賞した。さらに、第65回グラミー賞では、ビジュアルメディア部門において映画・テレビサウンドトラック部門、コンピレーション・サウンドトラック部門、楽曲部門（「秘密のブルーノ」）で3冠を達成した。
他にも、アニー賞、英国アカデミー賞（BAFTA）、クリティクス・チョイス・アワード、ゴールデングローブ賞を受賞し、ナショナル・ボード・オブ・レビュー賞ではアニメ映画賞を受賞した。

### 後の作品への影響
ジャレッド・ブッシュとチャリーズ・カストロ・スミスは、本作に基づくDisney+シリーズの可能性について前向きな姿勢を示している。ブッシュは「家族のどのメンバーについての番組でも喜んで観る」と述べ、カストロ・スミスは「リン＝マニュエル・ミランダがドロレスを中心とした番組に強い興味を持っている」と語った。
さらに、ディズニーのCEOボブ・チャペックは、2022年2月の決算説明会で、本作をディズニーの「最新のフランチャイズ」と説明し、シリーズ展開やさらなる作品化の可能性を示唆した。

## テレビ放映
| 回 | 放送日         | 放送時間      | 放送局     | 放送枠                     | 平均世帯 視聴率 | 備考                                                         | 出典    |
| -- | -------------- | ------------- | ---------- | -------------------------- | --------------- | ------------------------------------------------------------ | ------- |
| 1  | 2023年11月17日 | 21:00 - 22:54 | 日本テレビ | 金曜ロードショー （第2期） | 5.9%            | 地上波初放送 「ディズニー100周年スペシャル」の一環として放送 | [ 178 ] |